# Geografia della Guinea Equatoriale

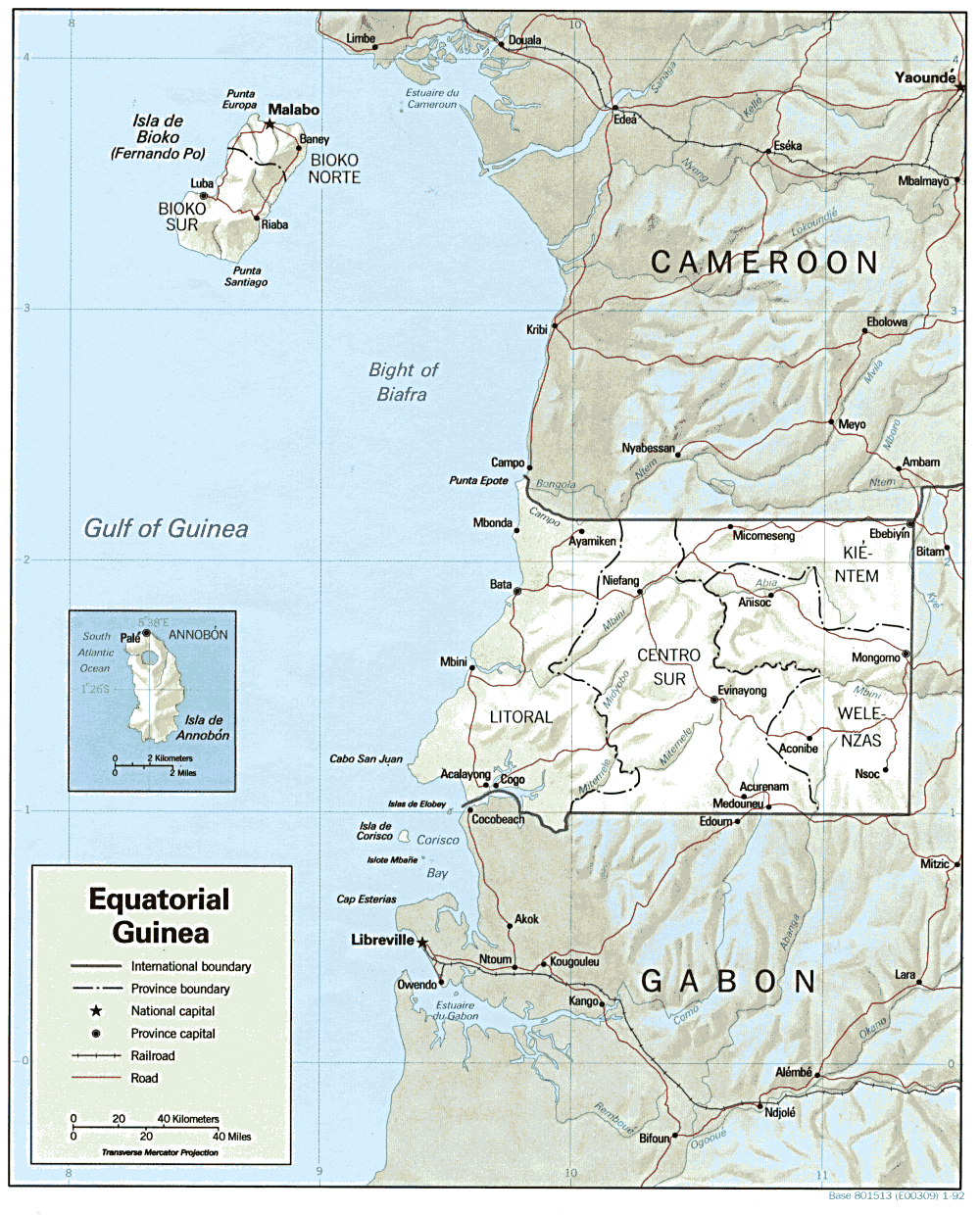
Carta della Guinea Equatoriale.

Posizione della Guinea Equatoriale.

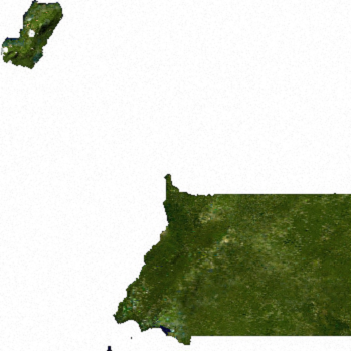
La Guinea Equatoriale dal satellite.

La Guinea Equatoriale è un Paese situato sulla costa occidentale dell'Africa. È costituita dal Río Muni (noto anche come Regione Continentale), sul continente, e da cinque isole (note collettivamente come Guinea Equatoriale insulare): Bioko (l'ex Fernando Po), Corisco, Elobey Grande, Elobey Piccola (Elobey Chico) e Annobón (Pagalu). Bata è la capitale amministrativa continentale. Ex colonia della Spagna con il nome di Guinea Spagnola, il Paese ottenne l'indipendenza il 12 ottobre 1968. La capitale è Malabo, su Bioko.

## Confini
La Guinea Equatoriale continentale è un territorio dalla forma pressappoco rettangolare che confina con il Camerun a nord e il Gabon a est e a sud. Nei pressi della costa sorgono le piccole isole di Corisco e di Elobey Grande e Piccola. Bioko (in epoca coloniale chiamata Fernando Póo), di gran lunga la maggiore delle isole, è situata al largo delle coste del Camerun nel golfo del Biafra. Annobón, un'isola vulcanica, nonché la minore e più meridionale fra le Sporadi di Guinea (dorsale insulare che, partendo da Fernando Póo alias Bioko, prosegue la linea dei Monti Adamaoua dal Camerun in direzione sud - sudovest attraverso Príncipe e São Tomé e fino ad Annobón) e, in particolare, del gruppo meridionale Pedro Escobar (appunto formato, da nordest a sudovest, dalle isole Príncipe e São Tomé - insieme costituenti una Repubblica indipendente - e Annobón - a suo tempo ceduta dalla monarchia portoghese a quella spagnola e quindi aggregata ai possedimenti spagnoli -), è situata a sud dell'Equatore, ad almeno 640 km di distanza a sud-ovest di Bioko.

## Morfologia, idrografia e suoli

### Guinea Equatoriale continentale
La costa del Río Muni, il settore continentale del Paese, consiste di una lunga striscia di spiaggia con basse scogliere nella parte meridionale. Dopo una pianura costiera larga circa 20 km si trova una fascia di colline costiere, preludio degli altopiani interni (chiamati mesetas in spagnolo) che si innalzano verso la frontiera con il Gabon. Sono presenti varie catene di colline. La catena centrale divide il bacino del fiume Mbini (Benito) a nord dal bacino meridionale del fiume Utamboni (Mitèmboni). I monti Niefang-Mikomeseng a nord del fiume Mbini sono meno elevati. Tutte queste catene formano segmenti dei monti di Cristallo del Gabon.
Il fiume Mbini (noto come fiume Woleu in Gabon) corre generalmente da est a ovest attraverso il Río Muni centrale; non è navigabile fatta eccezione per i primi 19 km nell'entroterra. A nord il fiume Campo (chiamato Ntem nell'Africa francofona) delimita parte della frontiera con il Camerun. Il fiume Utamboni scorre nel sud del Paese. Nel sud-ovest il Muni non è un fiume vero e proprio, bensì l'estuario di vari fiumi del Gabon e della Guinea Equatoriale meridionale. A est il confine de facto con il Gabon segue il corso serpeggiante del fiume Kié (Kyé), piuttosto che la frontiera legale che passa lungo la linea degli 11° 20′ E. I fiumi della Guinea Equatoriale continentale forniscono una limitata quantità di energia idroelettrica e idrica in alcuni siti per la produzione di legname.
La pianura costiera è ricoperta da depositi sedimentari. L'entroterra è composto prevalentemente da antiche rocce metamorfiche rimaste sottoposte a lenti processi di lisciviazione ed erosione che hanno portato alla formazione di suoli relativamente sterili.

### Guinea equatoriale insulare
L'isola principale, Bioko, misura circa 72 km di lunghezza e 35 di larghezza. I coni vulcanici estinti, i laghi di cratere e i ricchi suoli di lava formano un netto contrasto con il paesaggio del continente. A nord il Pico Basilé, un vulcano estinto, si innalza fino a 3008 m. Al centro dell'isola, il Picco Moca e le alture del Moca presentano un paesaggio di tipo alpino. La parte meridionale dell'isola, remota e scarsamente sviluppata, è costituita dai monti della Gran Caldera, impervi e incisi da torrenti e laghi di cratere.
Le coste di Bioko sono in gran parte inospitali, essendo costituite quasi interamente da una scogliera alta circa 20 m, rotta occasionalmente da piccole insenature e spiagge. La costa meridionale è molto impervia e pericolosa per la navigazione; San Antonio de Ureca, situato lungo questo tratto, è uno degli insediamenti più isolati dell'isola. Malabo, situata sulla costa settentrionale, ha un porto relativamente buono, costruito sul ciglio parzialmente sommerso di un vulcano. Il fiume Musola e altri torrenti vengono sfruttati per l'energia idroelettrica.
Annobón è un frammento isolato del Paese, situato circa 150 km a sud-ovest dell'isola di São Tomé (São Tomé e Príncipe) e circa 650 km a sud-ovest di Bioko. Come quest'ultima, è un'isola vulcanica, ma meno elevata, costituita da un ammasso di coni, tra i quali il monte Santa Mina e il monte Quioveo. L'altitudine è di circa 670 m. L'isola, piccola e impervia, misura 6 km di lunghezza e 3 di larghezza.

## Clima
Sia la regione continentale che le isole hanno clima tipicamente equatoriale, con temperature elevate, piogge intense e cielo coperto da nuvole per gran parte dell'anno. Si riscontrano variazioni locali dovute alle differenze altitudinali e alla vicinanza dal mare.
Le stagioni umide nella regione continentale vanno da febbraio a giugno e da settembre a dicembre. Le piogge sono più intense sulla costa che nell'interno. A Bata i mesi più piovosi sono settembre, ottobre e novembre, e ogni anno cadono in media circa 2400 mm di pioggia. A Calatrava, più a sud sulla costa, talvolta possono cadere fino a 4600 mm di piogge annue. Nell'interno, tuttavia, la piovosità diminuisce; Mikomeseng, per esempio, riceve ogni anno meno di 1500 mm di pioggia. Le temperature sono piuttosto costanti durante tutto l'anno, e si aggirano attorno ai 26 °C. Le temperature massime sono un po' più basse che a Bioko. L'umidità relativa, tuttavia, è più elevata che a Bioko.
A Bioko la stagione secca va da novembre a marzo, e per il resto dell'anno il tempo è piovoso. La temperatura annua media è di circa 25 °C, e le temperature variano di poco durante il corso dell'anno, raggiungendo un massimo di 32 °C nel pomeriggio e calando fino a un minimo di 21 °C durante la notte. Per la maggior parte del tempo il cielo è nuvoloso e coperto. Valori estremi di precipitazioni si riscontrano nel sud, dove le piogge portate dai venti monsonici possono raggiungere i circa 11.400 mm annui nei dintorni di San Antonio de Ureca.

## Flora e fauna
Gran parte del settore continentale della Guinea Equatoriale è ricoperto da una fitta foresta pluviale tropicale sfruttata da molto tempo dall'industria del legname. In essa vivono oltre 140 specie di alberi di alto fusto, tra cui i più importanti dal punto di vista commerciale sono l'okume (Aucoumea klaineana), il noce africano e varie specie di mogano. Una foresta secondaria ha rimpiazzato la foresta pluviale vergine. Le mangrovie ricoprono lunghi tratti della costa, nonché le sponde dei fiumi. Bioko ha una varietà ancora maggiore di vegetazione tropicale, compresi vari tipi di mangrovie.
La regione continentale ha una ricca fauna che comprende gorilla, scimpanzé, varie scimmie, leopardi, bufali, antilopi, elefanti, ippopotami, coccodrilli e vari serpenti, compresi i pitoni. Tra i numerosissimi insetti figurano la mosca tse-tse e la zanzara Anopheles che trasmette la malaria, nonché una moltitudine di formiche, coleotteri, ragni e termiti. A Bioko non vi sono animali di grandi dimensioni, ma l'isola ospita varie scimmie, antilopi nane e roditori, nonché zanzare e altri insetti.